# Gigante vermelha
Uma gigante vermelha é uma estrela gigante luminosa de massa baixa ou intermediária (cerca de 0.3 a 8 massas solares M☉) em uma fase tardia da evolução estelar. A atmosfera externa é inflada e tênue, tornando o raio grande e a temperatura da superfície em torno de 5.000 K (4.700 °C; 8.500 °F) ou menos. A aparência da gigante vermelha vai do amarelo-branco ao vermelho-laranja, incluindo os tipos espectrais K e M, mas também estrelas de classe S e a maioria das estrelas de carbono.
As gigantes vermelhas variam na forma como geram energia:
- As gigantes vermelhas mais comuns são estrelas no ramo das gigantes vermelhas (RGB) que ainda estão fundindo hidrogênio em hélio em uma concha que envolve um núcleo de hélio inerte.
- Estrelas red clump na metade fria do ramo horizontal, fundindo hélio em carbono em seus núcleos por meio do processo triplo-alfa.
- Estrelas de ramo assintótico das gigantes (AGB) com uma casca de queima de hélio fora de um núcleo degenerado de carbono-oxigênio e uma casca de queima de hidrogênio logo além disso.

Muitas das estrelas brilhantes mais conhecidas são gigantes vermelhas, porque são luminosas e moderadamente comuns. A estrela Arcturus K0 RGB está a 36 anos-luz de distância, e Gamma Crucis é a gigante da classe M mais próxima, a 88 anos-luz de distância.

## Características

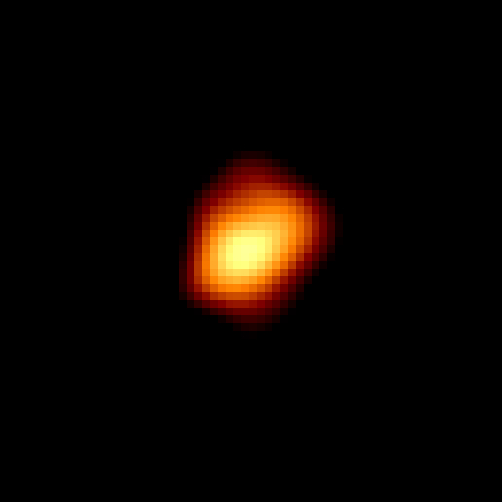
Mira, uma variável gigante vermelha do ramo assintótico das gigantes

Uma gigante vermelha é uma estrela que esgotou o suprimento de hidrogênio em seu núcleo e iniciou a fusão termonuclear do hidrogênio em uma camada que envolve o núcleo. Têm raios de dezenas a centenas de vezes maiores que o do Sol. No entanto, seu envelope externo é mais baixo em temperatura, dando-lhes uma tonalidade amarelada ou alaranjada. Apesar da densidade de energia mais baixa de seu envelope, as gigantes vermelhas são muitas vezes mais luminosas que o Sol devido ao seu grande tamanho. Estrelas do ramo das gigantes vermelhas têm luminosidades de até quase 3.000 vezes a do Sol (L☉), tipos espectrais de K ou M, têm temperaturas de superfície de 3.000–4.000 K e raios de até cerca de 200 vezes o Sol (R☉). As estrelas no ramo horizontal são mais quentes, com apenas uma pequena faixa de luminosidade em torno de 75 L☉. As estrelas de ramo assintótico das gigantes variam de luminosidade semelhantes às estrelas mais brilhantes do ramo das gigantes vermelhas, até várias vezes mais luminosas no final da fase de pulsação térmica.
Entre as estrelas de ramo assintótico das gigantes pertencem as estrelas de carbono do tipo C-N e C-R tardia, produzidas quando o carbono e outros elementos são convectados para a superfície no que é chamado de dragagem. A primeira dragagem ocorre durante a queima da concha de hidrogênio no ramo das gigantes vermelhas, mas não produz uma grande abundância de carbono na superfície. A segunda, e às vezes a terceira, dragagem ocorre durante a queima da camada de hélio no ramo assintótico das gigantes e convecta o carbono para a superfície em estrelas com massa suficiente.
O membro estelar de uma gigante vermelha não é bem definido, ao contrário de sua descrição em muitas ilustrações. Em vez disso, devido à densidade de massa muito baixa do envelope, essas estrelas carecem de uma fotosfera bem definida, e o corpo da estrela passa gradualmente para uma 'coroa'. As gigantes vermelhas mais frias têm espectros complexos, com linhas moleculares, características de emissão e, às vezes, masers, particularmente de estrelas AGB com pulsação térmica. As observações também forneceram evidências de uma cromosfera quente acima da fotosfera das gigantes vermelhas, onde a investigação dos mecanismos de aquecimento para a formação das cromosferas requer simulações 3D das gigantes vermelhas.
Outra característica digna de nota das gigantes vermelhas é que, ao contrário de estrelas semelhantes ao Sol, cujas fotosferas têm um grande número de pequenas células de convecção (grânulos solares), as fotosferas de gigantes vermelhas, bem como as de supergigantes vermelhas, têm apenas algumas células grandes, as características que causam as variações de brilho tão comuns em ambos os tipos de estrelas.

## Evolução

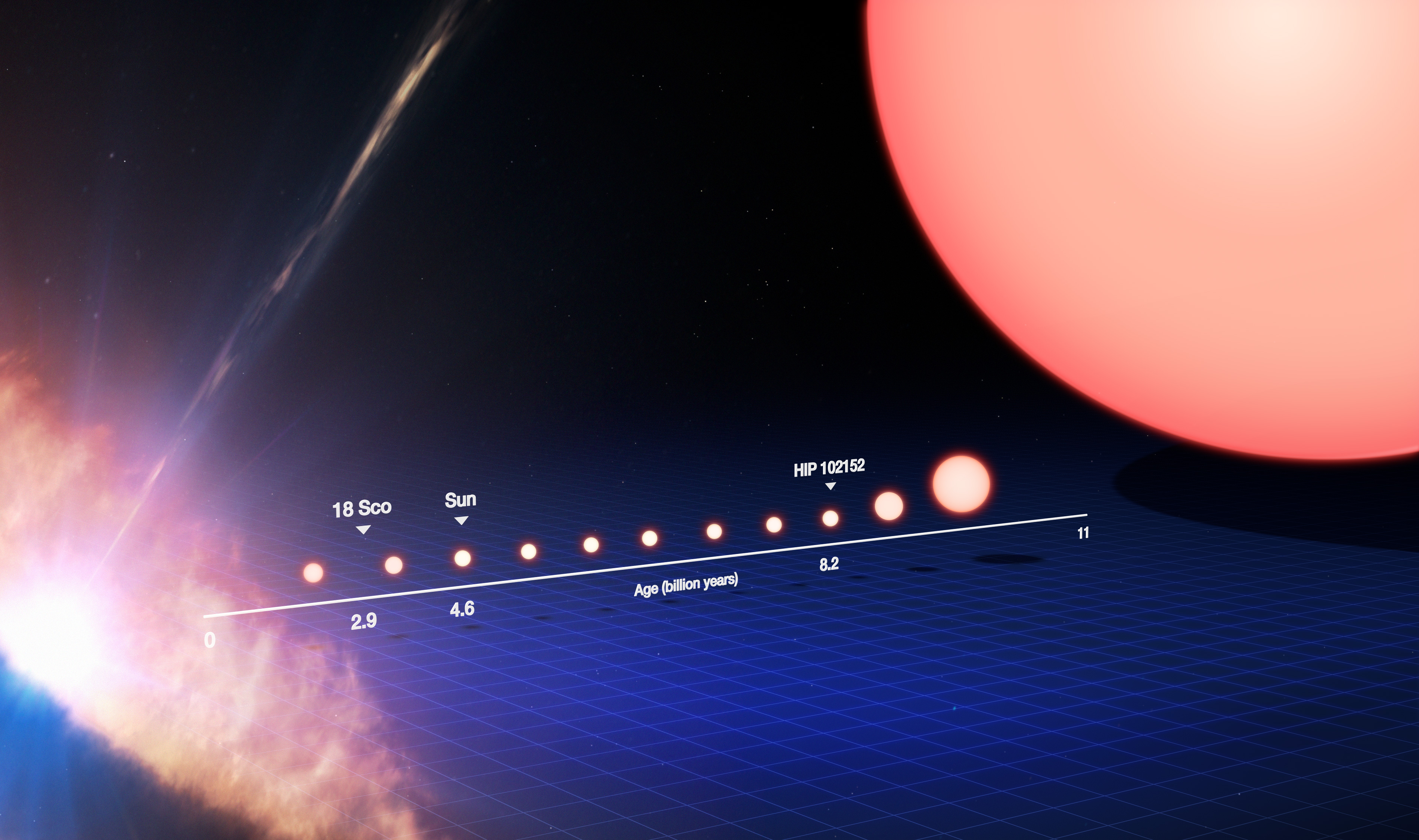
Esta imagem acompanha a vida de uma estrela semelhante ao Sol, desde seu nascimento no lado esquerdo da moldura até sua evolução para uma gigante vermelha à direita após bilhões de anos

As gigantes vermelhas evoluíram de estrelas da sequência principal com massas na faixa de cerca de 0.3 M☉ a cerca de 8 M☉. Quando uma estrela se forma inicialmente a partir de uma nuvem molecular em colapso no meio interestelar, ela contém principalmente hidrogênio e hélio, com traços de "metais" (na estrutura estelar, isso simplesmente se refere a qualquer elemento que não seja hidrogênio ou hélio, ou seja, número atômico maior de 2). Esses elementos são todos misturados uniformemente em toda a estrela. A estrela atinge a sequência principal quando o núcleo atinge uma temperatura alta o suficiente para começar a fundir o hidrogênio (alguns milhões de Kelvin) e estabelece o equilíbrio hidrostático. Ao longo de sua vida de sequência principal, a estrela converte lentamente o hidrogênio do núcleo em hélio; sua vida de sequência principal termina quando quase todo o hidrogênio no núcleo é fundido. Para o Sol, o tempo de vida da sequência principal é de aproximadamente 10 bilhões de anos. Estrelas com maior massa queimam desproporcionalmente mais rápido e, portanto, têm uma vida útil mais curta do que estrelas com menor massa.
Quando a estrela esgota o combustível de hidrogênio em seu núcleo, as reações nucleares não podem mais continuar e então o núcleo começa a se contrair devido à sua própria gravidade. Isso traz hidrogênio adicional para uma zona onde a temperatura e a pressão são suficientes para fazer com que a fusão seja retomada em uma camada ao redor do núcleo. A concha de queima de hidrogênio resulta em uma situação que foi descrita como o princípio do espelho; quando o núcleo dentro da casca se contrai, as camadas da estrela fora da casca devem se expandir. Os processos físicos detalhados que causam isso são complexos, mas o comportamento é necessário para satisfazer a conservação simultânea da energia gravitacional e térmica em uma estrela com a estrutura da casca. O núcleo se contrai e aquece devido à falta de fusão e, assim, as camadas externas da estrela se expandem muito, absorvendo a maior parte da energia extra da fusão da casca. Este processo de resfriamento e expansão é a estrela subgigante. Quando o envelope da estrela esfria o suficiente, torna-se convectivo, a estrela para de se expandir, sua luminosidade começa a aumentar e a estrela está ascendendo no ramo das gigantes vermelhas do Diagrama de Hertzsprung-Russell (H-R).

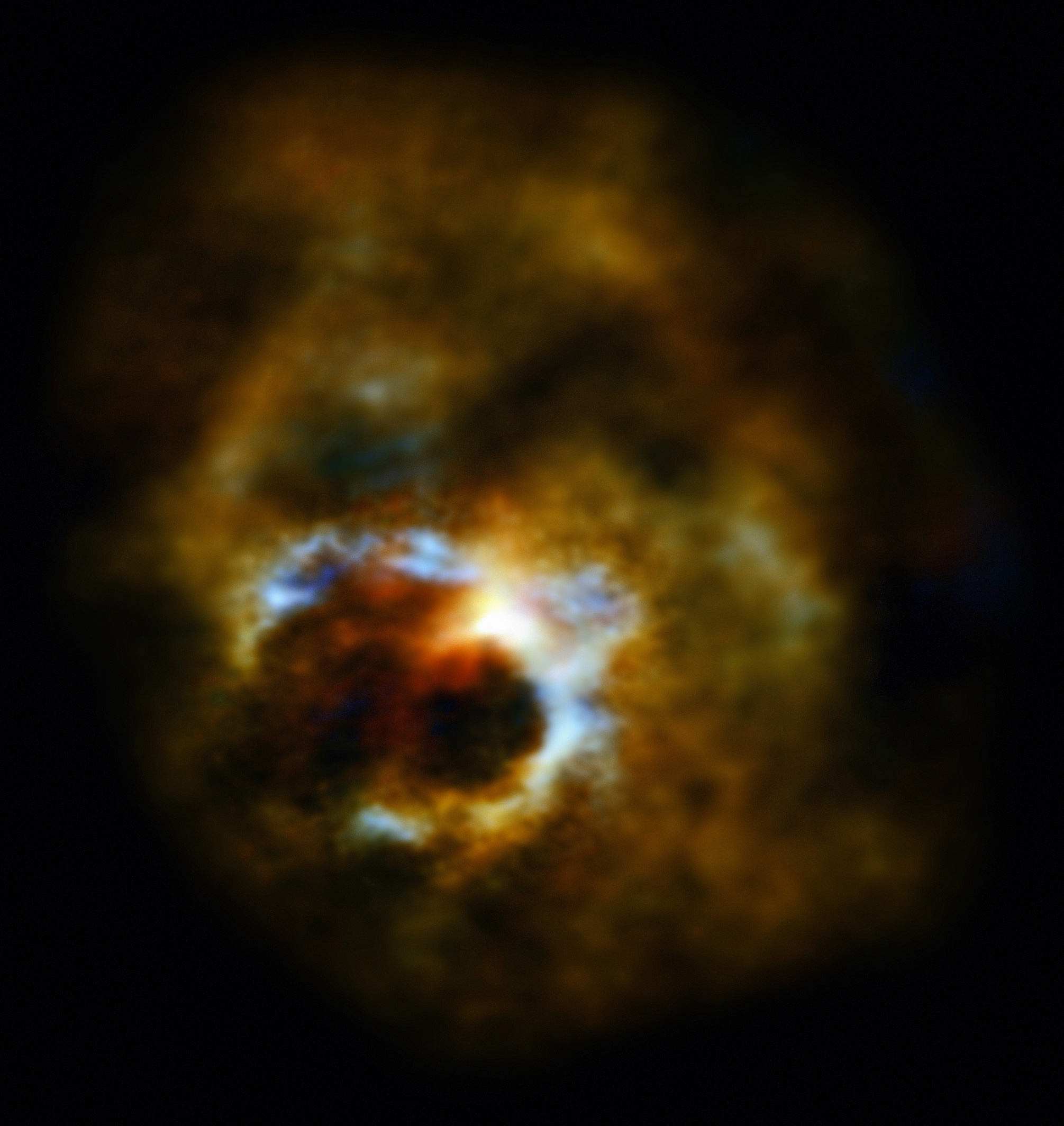
Mira A é uma velha estrela, já lançando suas camadas externas no espaço

O caminho evolutivo que a estrela segue conforme se move ao longo do ramo das gigantes vermelhas depende da massa da estrela. Para o Sol e as estrelas com menos de 2 M☉, o núcleo se tornará denso o suficiente para que a pressão de degeneração do elétron o impeça de colapsar ainda mais. Assim que o núcleo estiver degenerado, ele continuará a aquecer até atingir uma temperatura de aproximadamente 108 K, quente o suficiente para começar a fundir o hélio ao carbono por meio do processo triplo-alfa. Uma vez que o núcleo degenerado atinge esta temperatura, todo o núcleo começará a fusão do hélio quase simultaneamente em um chamado flash de hélio. Em estrelas mais massivas, o núcleo em colapso atingirá 108 K antes de ser denso o suficiente para se degenerar, então a fusão do hélio começará de forma muito mais suave e não produzirá nenhum flash de hélio. A fase de fusão do hélio do núcleo da vida de uma estrela é chamada de ramo horizontal em estrelas pobres em metal, assim chamada porque essas estrelas estão em uma linha quase horizontal no diagrama H-R de muitos aglomerados de estrelas. As estrelas que fundem hélio ricas em metal, em vez disso, encontram-se na chamada aglomeração vermelha no diagrama H-R.
Um processo análogo ocorre quando o hélio central se esgota e a estrela colapsa mais uma vez, fazendo com que o hélio em uma casca comece a se fundir. Ao mesmo tempo, o hidrogênio pode começar a fusão em uma camada do lado de fora da camada de queima de hélio. Isso coloca a estrela no ramo assintótico das gigantes, uma segunda fase de gigante vermelha. A fusão do hélio resulta na formação de um núcleo de carbono-oxigênio. Uma estrela abaixo de cerca de 8 M☉ nunca iniciará a fusão em seu núcleo degenerado de carbono-oxigênio. Em vez disso, no final da fase do ramo assintótico das gigantes, a estrela ejetará suas camadas externas, formando uma nebulosa planetária com o núcleo da estrela exposto, tornando-se finalmente uma anã branca. A ejeção da massa externa e a criação de uma nebulosa planetária finalmente encerram a fase de gigante vermelha da evolução da estrela. A fase de gigante vermelha normalmente dura apenas cerca de um bilhão de anos no total para uma estrela de massa solar, quase toda a qual é gasta no ramo das gigantes vermelhas. As fases do ramo horizontal e do ramo assintótico das gigantes avançam dezenas de vezes mais rápido.
Se a estrela tem cerca de 0.2 M☉ a 0.5 M☉, é massiva o suficiente para se tornar uma gigante vermelha, mas não tem massa suficiente para iniciar a fusão do hélio. Essas estrelas "intermediárias" esfriam um pouco e aumentam sua luminosidade, mas nunca atingem a ponta do ramo das gigantes vermelhas e do flash do núcleo de hélio. Quando a ascensão do ramo das gigantes vermelhas termina, estufam suas camadas externas de maneira muito parecida com uma estrela de ramo pós-assintótico das gigantes e então se tornam uma anã branca.

### Estrelas que não se tornam gigantes vermelhas
Estrelas de massa muito baixa são totalmente convectivas e podem continuar a fundir hidrogênio em hélio por até um trilhão de anos até que apenas uma pequena fração de toda a estrela seja hidrogênio. A luminosidade e a temperatura aumentam constantemente durante esse período, assim como acontece com estrelas da sequência principal de maior massa, mas o período de tempo envolvido significa que a temperatura eventualmente aumenta cerca de 50% e a luminosidade cerca de 10 vezes. Eventualmente, o nível de hélio aumenta até o ponto em que a estrela deixa de ser totalmente convectiva e o hidrogênio restante preso no núcleo é consumido em apenas mais alguns bilhões de anos. Dependendo da massa, temperatura e a luminosidade continuam a aumentar por um tempo durante a queima da camada de hidrogênio, a estrela pode se tornar mais quente que o Sol e dezenas de vezes mais luminosa do que quando se formou, embora ainda não seja tão luminosa quanto o Sol. Depois de mais alguns bilhões de anos, eles começam a se tornar menos luminosas e mais frias, embora a queima da concha de hidrogênio continue. Estas tornam-se anãs brancas de hélio frio.
Estrelas de massa muito alta se desenvolvem em supergigantes que seguem uma trilha evolutiva que as leva para frente e para trás horizontalmente ao longo do diagrama de Hertzsprung-Russell (H-R), na extremidade direita constituindo supergigantes vermelhas. Geralmente terminam sua vida como uma supernova tipo II. As estrelas mais massivas podem se tornar estrelas Wolf-Rayet sem se tornarem gigantes ou supergigantes.

## Planetas
Gigantes vermelhos com planetas conhecidos: o tipo M HD 208527, HD 220074 e, em fevereiro de 2014, algumas dezenas de gigantes K conhecidos, incluindo Pólux, Gamma Cephei e Iota Draconis.

### Perspectivas de habitabilidade
Embora tradicionalmente tenha sido sugerido que a evolução de uma estrela em uma gigante vermelha tornará seu sistema planetário, se presente, inabitável, algumas pesquisas sugerem que, durante a evolução de uma estrela de 1 M☉ ao longo do ramo das gigantes vermelhas, ela poderia abrigar uma zona habitável por vários bilhões de anos em 2 unidades astronômicas (UA) até cerca de 100 milhões de anos em 9 UA mais longe, dando talvez tempo suficiente para a vida se desenvolver em um mundo adequado. Após o estágio de gigante vermelha, haveria para tal estrela uma zona habitável entre 7 e 22 UA por mais um bilhão de anos. Estudos posteriores refinaram este cenário, mostrando como para uma estrela de 1 M☉ a zona habitável dura de 100 milhões de anos para um planeta com uma órbita semelhante à de Marte a 210 milhões de anos para uma que orbita à distância de Saturno ao Sol, o tempo máximo (370 milhões de anos) correspondente a planetas orbitando à distância de Júpiter. No entanto, os planetas orbitando uma estrela de 0.5 M☉ em órbitas equivalentes às de Júpiter e Saturno estariam na zona habitável por 5.8 bilhões de anos e 2.1 bilhões de anos, respectivamente; para estrelas mais massivas que o Sol, os tempos são consideravelmente mais curtos.

### Aumento de planetas
Em junho de 2014, 50 planetas gigantes foram descobertos em torno de estrelas gigantes. No entanto, esses planetas gigantes são mais massivos do que os planetas gigantes encontrados em torno de estrelas do tipo solar. Isso pode ser porque estrelas gigantes são mais massivas do que o Sol (estrelas menos massivas ainda estarão na sequência principal e não terão se tornado gigantes ainda) e espera-se que estrelas mais massivas tenham planetas mais massivos. No entanto, as massas dos planetas que foram encontrados ao redor de estrelas gigantes não se correlacionam com as massas das estrelas; portanto, os planetas podem estar crescendo em massa durante a fase de gigante vermelha das estrelas. O crescimento da massa do planeta pode ser parcialmente devido ao acréscimo do vento estelar, embora um efeito muito maior seria o estouro do Lóbulo de Roche causando transferência de massa da estrela para o planeta quando o gigante se expande para a distância orbital do planeta.

## Exemplos bem conhecidos
Muitas das estrelas brilhantes mais conhecidas são gigantes vermelhas, porque são luminosas e moderadamente comuns. A estrela variável do ramo das gigantes vermelhas Gamma Crucis é a estrela gigante de classe M mais próxima, à 88 anos-luz de distância. A estrela gigante vermelha K0 Arcturus está a 36 anos-luz.

### Ramo das gigantes vermelhas
- Aldebaran (α Tauri)
- Arcturus (α Bootis)
- Gacrux (γ Crucis)

### Gigantes Red clump

O tamanho atual do Sol (agora na sequência principal) em comparação com seu tamanho máximo estimado durante sua fase gigante vermelha no futuro

- Hamal (α Arietis)
- κ Persei
- δ Andromedae[26]

### Ramo assintótico das gigantes
- Mira (ο Ceti)
- χ Cygni
- α Herculis

## O Sol como uma gigante vermelha
O Sol sairá da sequência principal em aproximadamente 5 bilhões de anos e começará a se transformar em uma gigante vermelha. Como uma gigante vermelha, o Sol crescerá tanto que engolira Mercúrio, Vênus e possivelmente a Terra, talvez até Marte e parte ou todo o cinturão de asteroides.